# Vandfald
Et vandfald er et sted i et vandløb, hvor vandet styrter lodret eller næsten lodret ned. Der findes mange typer af vandfald. Kaskadevandfald kaldes det, når vandet falder i flere små fald, næsten lige efter hinanden.
Vandfald kan opstå, hvor hårde og bløde bjergarter veksler. Som følge af erosion flytter vandfald sig til stadighed baglæns i retning mod kilden, f.eks. flytter Niagara sig baglæns med 1½ meter om året. 
Af store vandfald kan ud over Niagara nævnes Victoria-faldet i Afrika og Gullfoss på Island og Iguaçu-vandfaldene i Sydamerika. Vandfaldene har mange steder i verden givet anledning til opførelse af vandkraftværker, f.eks. ved Rjukan i Norge. Mange steder har denne anvendelse ført til konflikt med miljøorganisationer, fordi vandfaldene anses at repræsentere store naturværdier.
Vandfald er som oftest berømmet på grund af størrelse, højde eller vandmængde. Andre fordi de er særligt spektakulære. Reichenbachfall ved Meiringen er især blevet kendt fra litteraturen.
I Europa er Krimmlervandfaldene i Østrig og Rheinfall ved Neuhausen nær Schaffhausen i Schweiz nok de mest kendte. 

## Undersøisk vandfald
Det undersøiske vandfald Grønlandspumpen regnes for at være det største vandfald på jorden med et fald på 3.500 meter og et flow på 5 millioner kubikmeter pr. sekund. Det er en vandføring, som er 350 gange større end det udtørrede Guaira-vandfald på grænsen mellem Brazilien og Paraguay, det mest voluminøse vandfald der har eksisteret på overfladen af Jorden.